# 49.ª edición de los Premios Óscar
La 49.ª edición de los Óscar premió a las mejores películas de 1976. Organizada por la Academia de Artes y Ciencias Cinematográficas, tuvo lugar en el Dorothy Chandler Pavilion de Los Ángeles el 28 de marzo de 1977. La ceremonia estuvo presidida por Warren Beatty, Ellen Burstyn, Jane Fonda y Richard Pryor.
Esta ceremonia pasó a la historia por convertir a Peter Finch en el primer actor ganador de un Óscar póstumo, un hecho que repetiría con Heath Ledger 32 años después. Finch sufrió un ataque al corazón a mediados de enero. Beatrice Straight estableció otro récord al convertirse en la ganadora con la actuación más breve, con tan solo cinco minutos y dos segundos en Network. Network, junto a Todos los hombres del presidente, fueron las ganadoras de la noche con cuatro estatuillas cada una, aunque las categorías de Mejor película y Mejor Director fue para Rocky, convirtiéndose en la primera película del género deportivo en ganar la estatuilla en la categoría principal, también fue la última ganadora a Mejor película en obtener 3 estatuillas hasta el triunfo de Crash en la 78.ª edición celebrada en 2006.
Nuevamente Network se convirtió en el segundo film (después de Un tranvía llamado deseo) en ganar tres Óscars de interpretación, y la última hasta 2020 en recibir cinco nominaciones en estas categorías. 
También fue notable la nominación de Lina Wertmüller al convertirse en la primera mujer nominada en la categoría de Mejor director. Barbra Streisand recibió el Oscar a la Mejor canción original, por su composición "Evergreen" que la convertía en la primera mujer en recibir este premio y hasta la fecha es la única persona en haber ganado un Óscar de interpretación y musical.
No hubo Oscars horíficos este año.

## Ganadores y nominados

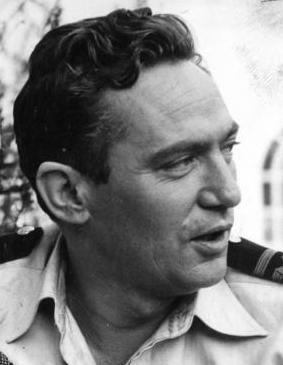
Peter Finch, Ganador como Mejor Actor

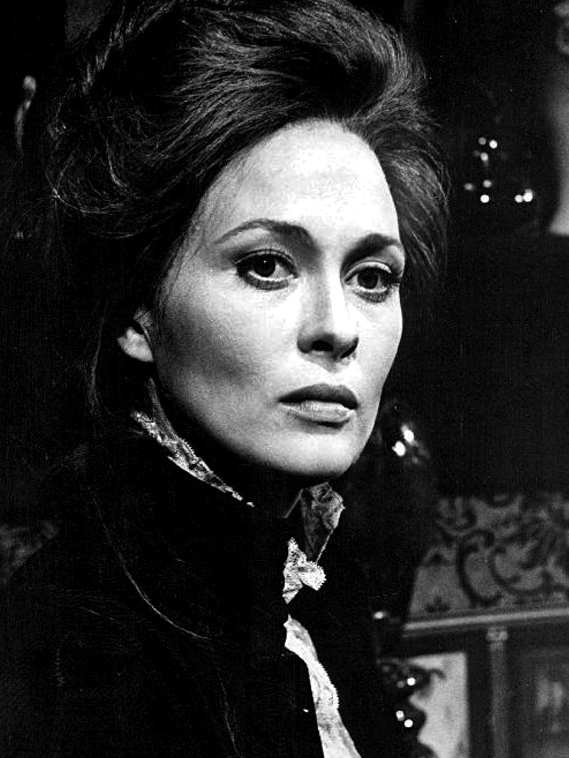
Faye Dunaway, Ganadora como Mejor Actriz

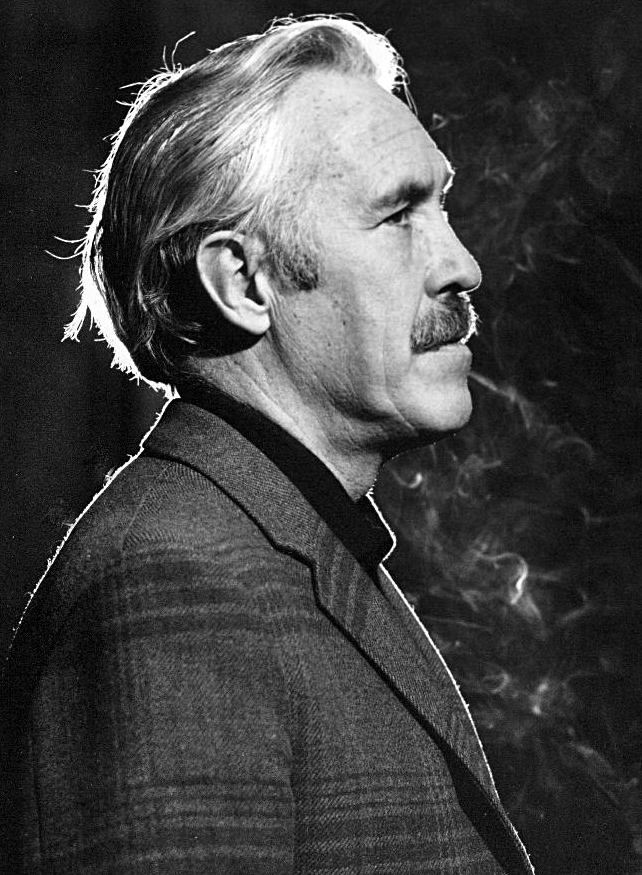
Jason Robards, Ganador como Mejor actor de reparto

Indica el ganador dentro de cada categoría, mostrado al principio y resaltado en negritas y en letras pequeñas se indican los presentadores. A continuación se listan los nominados y ganadores:
| Mejor películaPresentado por: Jack NicholsonRocky – Robert Chartoff y Irwin Winkler, productores - All the President's Men (Todos los hombres del presidente) – Walter Coblenz productor - Bound for Glory (Esta tierra es mi tierra) – Robert F. Blumofe y Harold Leventhal productores - Network – Howard Gottfried productor - Taxi Driver – Julia Phillips y Michael Phillips productores | Mejor directorPresentado por: Diane Keaton y William Wyler John G. Avildsen – Rocky - Alan J. Pakula – All the President's Men (Todos los hombres del presidente) - Ingmar Bergman – 'Ansikte mot ansikte (Cara a cara) - Sidney Lumet – Network - Lina Wertmüller – Pasqualino Settebellezze (Siete bellezas) |
| Mejor actor Presentado por: Liv Ullmann Peter Finch – Network como Howard Beale - Robert De Niro – Taxi Drivercomo Travis Bickle - Giancarlo Giannini – Pasqualino Settebellezze (Siete bellezas) como Pasqualino - William Holden – Network como Max Schumacher - Sylvester Stallone – Rocky como Rocky Balboa | Mejor actriz Presentado por: Louise Fletcher. Faye Dunaway – Network como Diana Christensen - Marie-Christine Barrault – Cousin, cousine (Primo, prima) como Marthe - Talia Shire – Rocky como Adrian Pennino - Sissy Spacek – Carrie como Carrie White - Liv Ullmann – Ansikte mot ansikte (Cara a cara) como Jenny Isaksson |
| Mejor actor de reparto Presentado por: Tatum O'Neal. Jason Robards – All the President's Men (Todos los hombres del presidente)como Ben Bradlee - Ned Beatty – Network como Arthur Jensen - Burgess Meredith – Rocky como "Mickey" Goldmill - Laurence Olivier – Marathon Man como Dr. Christian Szell - Burt Young – Rocky como Paulie Pennino | Mejor actriz de reparto Presentado por: Muhammad Ali y Sylvester Stallone Beatrice Straight – Network como Louise Schumacher - Jane Alexander – All the President's Men (Todos los hombres del presidente) como Judy Graham Hoback - Jodie Foster – Taxi Driver como Iris Steensma - Lee Grant – Voyage of the Damned (El viaje de los malditos) como Lillian Rosen - Piper Laurie – Carrie como Margaret White |
| Mejor guion original Presentado por: Norman Mailer Network – Paddy Chayefsky - Cousin, cousine (Primo, prima) – Jean-Charles Tacchella y Danièle Thompson - The Front (La tapadera) – Walter Bernstein - Rocky – Sylvester Stallone - Pasqualino Settebellezze (Siete bellezas) – Lina Wertmüller | Mejor guion adaptado de otro material Presentado por: Norman Mailer All the President's Men (Todos los hombres del presidente) – William Goldman basada en el libro de Carl Bernstein y Bob Woodward - Bound for Glory (Esta tierra es mi tierra) – Robert Getchell basada en el libro de Woody Guthrie - Casanova – Federico Fellini and Bernardino Zapponi basada en la autobiografía de Histoire de ma vie de Giacomo Casanova - The Seven-Per-Cent Solution (Elemental, doctor Freud) – Nicholas Meyer basada en su novela - Voyage of the Damned (El viaje de los malditos) – David Butler y Steve Shagan basada en la novela de Gordon Thomas y Max Morgan Witts |
| Mejor película de habla no inglesa Presentado por: Pearl Bailey Noirs et Blancs en couleur (Negros y blancos en color), de Jean-Jacques Annaud (Costa de Marfil) - Cousin, cousine (Primo, prima), de Jean-Charles Tacchella (Francia) - Jakob, der Lügner (Jakob, el mentiroso), de Frank Beyer (RDA) - Noce i dnie (Noches y días), de Jerzy Antczak (Polonia) - Pasqualino Settebellezze (Siete bellezas), de Lina Wertmuller (Italia) | Mejor documental largo Presentado por: Lillian Hellman Harlan County, USA – Barbara Kopple - Hollywood on Trial – David Helpern - Off the Edge – Michael Firth - People of the Wind – Anthony Howarth y David Koff - Volcano: An Inquiry into the Life and Death of Malcolm Lowry – Donald Brittain y John Kramer |
| Mejor documental corto Presentado por: Lillian Hellman Number Our Days – Lynne Littman y Barbara Myerhoff - American Shoeshine - Sparky Greene - Blackwood - Tony Ianzelo y Andy Thomson - The End of the Road - John Armstrong - Universe - Lester Novros | Mejor cortometraje Presentado por: Lillian Hellman In the Region of Ice – Andre R. Guttfreund y Peter Werner - Kudzu – Marjorie Anne Short - The Morning Spider – Julian Chagrin y Claude Chagrin - Nightlife – Claire Wilbur y Robin Lehman - Number One – Dyan Cannon y Vince Cannon |
| Mejor cortometraje animado Presentado por: Lillian Hellman Leisure – Suzanne Baker - Dedalo – Manfredo Manfredi - The Street – Caroline Leaf y Guy Glover | Mejor banda sonora dramática original Presentado por: Ann-Margret The Omen (La profecía) – Jerry Goldsmith - Obsession (Fascinación) – Bernard Herrmann (nominación post mortem) - The Outlaw Josey Wales (El fuera de la ley) – Jerry Fielding - Taxi Driver – Bernard Herrmann (nominación post mortem) - Voyage of the Damned (El viaje de los malditos) – Lalo Schifrin |
| Mejor orquestación: coro original y adaptación -u- orquestación: adaptación Presentado por: Ann-Margret Bound for Glory (Esta tierra es mi tierra) – Leonard Rosenman - Bugsy Malone – Paul Williams - A Star Is Born (Ha nacido una estrella) – Roger Kellaway | Mejor canción original Presentado por: Neil Diamond "Evergreen (Love Theme from A Star Is Born)" de A Star Is Born (Ha nacido una estrella) – Música de Barbra Streisand; Letra de Paul Williams - "Ave Satani" de The Omen (La profecía) – Música y letra de Jerry Goldsmith - "Come to Me" de The Pink Panther Strikes Again (La pantera rosa ataca de nuevo) – Música de Henry Mancini; Letra de Don Black - "Gonna Fly Now" de Rocky – Música de Bill Conti; Letra de Carol Connors y Ayn Robbins - "A World That Never Was" de Half a House – Música de Sammy Fain; Letra de Paul Francis Webster                                                                 |
| Mejor sonido Presentado por:Red Skelton All the President's Men (Todos los hombres del presidente) – Arthur Piantadosi, Les Fresholtz, Dick Alexander y Jim Webb - King Kong – Harry Warren Tetrick (posthumous nomination), William McCaughey, Aaron Rochin y Jack Solomon - Rocky – Harry Warren Tetrick (posthumous nomination), William McCaughey, Lyle Burbridge y Bud Alper - Silver Streak (El expreso de Chicago) – Donald Mitchell, Douglas Williams, Richard Tyler y Hal Etherington - A Star Is Born (Ha nacido una estrella) – Robert Knudson, Dan Wallin, Robert Glass y Tom Overton                                     | Mejor diseño de vestuario Presentado por: Tamara Dobson Casanova – Danilo Donati - Bound for Glory (Esta tierra es mi tierra) – William Ware Theiss - The incredible Sarah (Sara) – Anthony Mendleson - The Passover Plot – Mary Wills - The Seven-Per-Cent Solution (Elemental, doctor Freud) – Alan Barrett |
| Mejor dirección de arte Presentado por: Marthe Keller All the President's Men (Todos los hombres del presidente) – Dirección artística: George Jenkins; Decorados: George Gaines - The incredible Sarah (Sara) – Dirección artística: Elliot Scott and Norman Reynolds; Decorados: Peter Howitt - The Last Tycoon (El último magnate) – Dirección artística: Gene Callahan y Jack T. Collis; Decorados: Jerry Wunderlich - Logan's Run (La fuga de Logan) – Dirección artística: Dale Hennesy; Decorados: Robert De Vestel - The Shootist (El último pistolero) – Dirección artística: Robert F. Boyle; Decorados: Arthur Jeph Parker | Mejor fotografía Presentado por: Donald Sutherland Bound for Glory (Esta tierra es mi tierra) – Haskell Wexler - King Kong – Richard H. Kline - Logan's Run (La fuga de Logan) – Ernest Laszlo - Network – Owen Roizman - A Star Is Born (Ha nacido una estrella) – Robert Surtees |
| Mejor montaje Presentado por: William Holden Rocky – Richard Halsey y Scott Conrad - All the President's Men (Todos los hombres del presidente) – Robert L. Wolfe - Bound for Glory (Esta tierra es mi tierra) – Robert C. Jones y Pembroke J. Herring - Network – Alan Heim - Two-Minute Warning (Pánico en el estadio) – Eve Newman y Walter Hannemann | |

### Oscar especiales
- Carlo Rambaldi, Glen Robinson, y Frank Van der Veer por los efectos especiales de King Kong
- L. B. Abbott, Glen Robinson y Matthew Yuricich por los efectos visuales de ''Logan's Run (La fuga de Logan)

### Premio en memoria de Irving Thalberg
- Pandro S. Berman

## Premios y nominaciones múltiples
| Película                                                   | Nominaciones | Premios |
| ---------------------------------------------------------- | ------------ | ------- |
| Network                                                    | 10           | 4       |
| All the President's Men (Todos los hombres del presidente) | 8            | 4       |
| Rocky                                                      | 10           | 3       |
| Bound for Glory (Esta tierra es mi tierra)                 | 6            | 2       |
| A Star Is Born (Ha nacido una estrella)                    | 4            | 1       |
| King Kong                                                  | 3            | 1       |
| Logan's Run (La fuga de Logan)                             | 3            | 1       |
| Casanova                                                   | 2            | 1       |
| The Omen (La profecía)                                     | 2            | 1       |
| Noirs et Blancs en couleur (Negros y blancos en color)     | 1            | 1       |
| Pasqualino Settebellezze (Siete bellezas)                  | 4            | 0       |
| Taxi Driver                                                | 4            | 0       |
| Cousin, cousine (Primo, prima)                             | 3            | 0       |
| Voyage of the Damned (El viaje de los malditos)            | 3            | 0       |
| 'Ansikte mot ansikte (Cara a cara)                         | 2            | 0       |
| Carrie                                                     | 2            | 0       |
| The incredible Sarah (Sara)                                | 2            | 0       |
| The Seven-Per-Cent Solution (Elemental, doctor Freud)      | 2            | 0       |